# Bothriocyrtum
Genre
Bothriocyrtum est un genre d'araignées mygalomorphes de la famille des Halonoproctidae.

## Distribution
Les espèces de ce genre se rencontrent aux États-Unis, au Mexique et à Taïwan.

## Liste des espèces
Selon World Spider Catalog (version 19.0, 11/05/2018) :
- Bothriocyrtum californicum (O. Pickard-Cambridge, 1874)
- Bothriocyrtum fabrile Simon, 1891
- Bothriocyrtum tractabile Saito, 1933

## Publication originale
- Simon, 1891 : Liste des espèces de la famille des Aviculariidae qui habitent le Mexique et l'Amérique du Nord. Actes de la Société Linnéenne de Bordeaux, vol. 44, p. 307-326 (texte intégral).